# Nicolas-Prosper Gellibert des Seguins
Pour les articles homonymes, voir Famille Gellibert des Seguins.
Nicolas Prosper Gellibert des Seguins est un général et homme politique français né le 7 juillet 1788 à Ronsenac (Charente) et mort le 11 décembre 1861 à Toulouse (Haute-Garonne).

## Biographie
Fils de Nicolas Gellibert des Seguins, avocat en Parlement et de Marie Joubert, Nicolas-Prosper est le cousin d'Alexis Gellibert des Seguins.
Polytechnicien, Nicolas-Prosper intégra l'artillerie et s'illustra pendant la campagne d'Espagne. Il prit part aux sièges de Tortose, Tarragone, Sagonte et Valence. Blessé lors du second siège de Tarragone, en juin 1813, il fut nommé capitaine et reçut la Légion d'honneur. L'année suivante, il participa à la défense de Paris.
Resté dans l'armée après 1815, Nicolas-Prosper Gellibert des Seguins fut nommé chef d'escadron en 1830 et servit pendant la conquête de l'Algérie : lors de la prise de Constantine, il assura le commandement l'artillerie, ce qui lui valut le grade de lieutenant-colonel.
Nommé colonel en 1840 puis général de brigade en 1847, il commanda l'école d’artillerie de Toulouse jusqu'à sa retraite en 1850. Officier de la Légion d'honneur depuis 1842, il en fut promu commandeur en 1850.
Retiré dans sa propriété de Grosbot à Charras, il fut élu député au Corps législatif lors des élections de 1852. Membre de la majorité bonapartiste, il fut réélu comme candidat officiel en 1857. Il annonça cependant sa démission à la fin de l'année suivante.

## Sources
- Adolphe Robert et Gaston Cougny, Dictionnaire des parlementaires français de 1789 à 1889.